# Marie de Heredia
Marie de Heredia (Paris, 6 de fevereiro de 1875 – Paris, 20 de dezembro de 1963), foi uma escritora francesa, autora de romances e poesias, que escrevia sob o pseudônimo Gerard d’Houville.

## Biografia
Filha do poeta cubano José Maria de Heredia, durante toda a infância teve contacto com poetas e artistas; Leconte de Lisle, Anna de Noailles, Paul Valéry eram freqüentadores de sua casa. Marie não recebeu instrução na escola e sim foi educada por seus pais.
Seus primeiros poemas foram escritos para a Bibliothèque de l'Arsenal, onde seu pai era diretor. Sua vida sentimental e familiar foi bastante agitada  esposa de Henri de Régnier, foi amante de Pierre Louÿs, com quem teve um filho, e teve outros amantes, incluindo o poeta Gabriele D'Annunzio.
Suas primeiras obras foram publicadas sob o nome de Marie Régnier, e após o sucesso, escreveu sob pseudônimo. Seu pseudônimo vem de "Girard d'Ouville", nome de solteira de sua avó paterna. Sob este pseudônimo, em 1918, recebeu o 1º Prêmio de Literatura da Academia Francesa pela sua obra.
A partir de 1894, ela publicou seus poemas em La Revue des Deux Mondes. Seu primeiro romance, L'Inconstante, foi publicado em 1903.

## Obras principais
- L'Inconstante, romance, 1903
- Esclave, 1905
- Le Temps d'aimer, 1908
- Le Séducteur, 1914
- Jeune Fille, 1916
- Tant pis pour toi, 1921
- Le Roman des quatre, 1923, escrito em colaboração com Paul Bourget, Henri Duvernois e Pierre Benoit.
- Le Chou, 1924
- Vingt poèmes, 1925
- L'Enfant, 1925
- La Vie amoureuse de l'Impératrice Joséphine, 1925
- Clowns, 1925
- Paris et les voyages, 1925
- Chez le magicien, 1926
- Proprette et Cochonnet, 1926
- Opinions candides, 1926
- Je crois que je vous aime... Sept proverbes, 1927
- Esclave amoureuse, 1927
- La Vie amoureuse de la Belle Hélène, 1928
- Le Diadème de Flore, 1928
- Le Charmant Rendez-Vous, 1929
- Les Rêves de Rikiki, 1930
- Les Poésies, 1931
- L'Impératrice Joséphine, 1933
- Peau d'âme, 1935
- Le Temps d'aimer, 1935
- Enfantines et Amoureuses, 1946

## Gerard d’Houville no Brasil
- Renúncia ao Amor, volume 163 da Coleção Biblioteca das Moças, da Companhia Editora Nacional. Tradução Olga Biar Laino, publicado em 1957.